# Guasave, Sinaloa
Guasave là thành phố ở bang Sinaloa, México.
Thành phố nằm ở phần phía Tây Bắc của bang, về phía đông nam thủ phủ bang Los Mochis.
Trong cuộc điều tra dân số năm 2005, thành phố báo cáo dân số 270.260 người. làm cho cộng đồng lớn thứ tư trong tiểu bang, sau khi Culiacan, Mazatlán, và Los Mochis. Khu tự quản có diện tích đất của 3.464,41 km ² và bao gồm nhiều cộng đồng khác xa trung tâm, là lớn nhất trong đó là Gabriel Leyva Solano (Benito Juárez), Juan José Rios, và Adolfo Ruiz Cortines.
Thành phố có sân bay Campo Cuatro Milpas, cung cấp các dịch vụ hàng không trong khu vực.
Vịnh San Ignacio và vịnh Navachiste Bay là nơi đến phổ biến với các môn dưới nước. Nhiều người cũng thường xuyên tới bãi biển Las Glorias. Guasave cũng nổi bật với khu vực thuộc địa của Tamazula, với thời đại nổi tiếng của nhà thờ Phanxicô. Ngoài ra, gần đó là những tàn tích của Pueblo Viejo và NIO, có từ thời của dòng Tên từ thế kỷ 17 cho đến khi trục xuất của họ vào năm 1767.